# 布拉什可氏線
布拉什可氏線（英語：Blaschko's lines），為根據皮膚的胚胎生長方向畫出之假想線，多數人體無法看到布拉什可氏線，但某些罕見皮膚和黏膜的性狀或疾病會沿此線生長，而導致背部出現V字型的條紋，胸部及側面出現S字形的條紋，頭部則出現波浪狀紋路。布拉什可氏線是基因的鑲嵌現象，不會出現在神经系统、肌肉系统或淋巴系統。在狗或貓身上也可以看到這類的線條。
1901年，德國皮膚科醫師阿佛列·布拉什可於1901年首次提出了這個概念。

## 沿布拉什可氏線生長的疾病

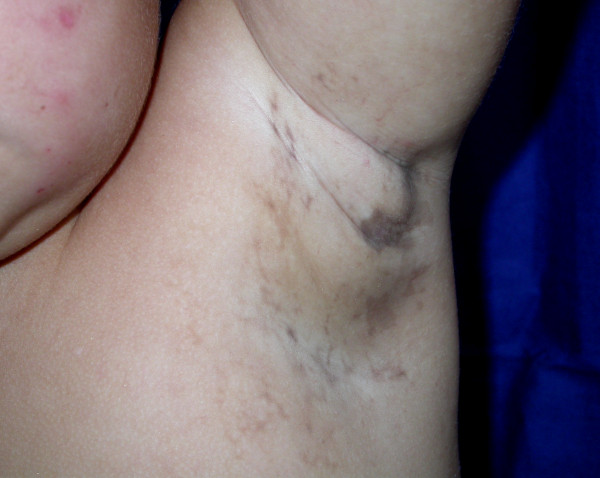
一名三歲的女童，在布拉什可氏線上出現的色素失調症

在布拉什可氏線上的疾病有許多種。包括有遗传的、先天及後天的症狀。以下是一些例子： 
- 色素性疾病
  - 缺色素型斑點（Naevus achromicus），也包括無色素性色素失禁症（hypomelanosis of Ito）
  - 表皮痣（Epidermal Naevus）
    - 皮脂腺痣（英语：Nevus sebaceous）
    - 炎症性線狀疣狀表皮痣（英语：Inflammatory Linear Verrucous Epidermal Nevus）
- X染色體關聯性皮膚病
  - 色素失調症（Incontinentia pigmenti）
  - CHILD症候群（英语：CHILD syndrome）
  - XLPDR症候群（英语：X-linked reticulate pigmentary disorder）
- 後天發炎性疾病
  - 線狀苔蘚（英语：Lichen striatus）
  - 扁平苔藓（lichen planus）
  - 紅斑性狼瘡（lupus erythematosus）
  - 嵌合體

## 外部連結
- . www.pcds.org.uk.   [2019-01-24]. （原始内容存档于2020-11-12）.
- Humans Have Stripes （页面存档备份，存于）
- Picture of the Blaschko's lines
- Illustrations of the various patterns of cutaneous mosaicism
- Understanding Genetics - ask a geneticist
- Description of Blaschko's lines （页面存档备份，存于）